# Oluf Andreas Aabel
Oluf Andreas Aabel (9 tháng 10 năm 1825 - 24 tháng 12 năm 1895) là một linh mục và nhà văn người Na Uy.
Ông sinh ra ở Sogndal là con trai của linh mục Peter Pavels Aabel. Ông là anh trai của Morten Andreas Leigh Aabel, và là chú của Hauk Aabel.
Ông hoàn thành chương trình giáo dục trung học tại Trường Christiania Cathedral vào năm 1843, và tốt nghiệp loại giỏi, nhận bằng năm 1847. Sau khi ra trường, ông làm giáo viên; ông cũng là một nghiên cứu viên tại Đại học Hoàng gia Frederick từ năm 1851 đến năm 1854, nhưng không theo đuổi sự nghiệp học tập. Thay vào đó, ông được thuê làm giám tuyển ở Land vào năm 1857 và Sigdal vào năm 1863. Sau đó ông trở thành cha sở ở Jevnaker vào năm 1878 và ở Søndre Land vào năm 1897. Năm 1881, ông được thăng chức dean của Hadeland và Land.
Ông đã dịch Grammatik des neutestamentlichen Sprachidioms của Georg Benedikt Winer vào năm 1852, và xuất bản bản dịch tác phẩm kinh thánh của Otto von Gerlach. Ông cũng xuất bản một tác phẩm của riêng mình, Omrids af Det christelige Troesindhold, xuất bản trong hai ấn bản vào năm 1855 và 1864.